# Kjerag
Kjerag o Kiragg è una montagna della Norvegia, situata nel comune di Forsand, nel Ryfylke, nella contea di Rogaland.
È una destinazione molto popolare per gli escursionisti per la sua vista sul Lysefjord sottostante e la sua scogliera ripida che lo rende un luogo ideale per base jumping. Sulle sue pendici si trova il Kjeragbolten, un masso incastrato in un crepaccio della montagna.

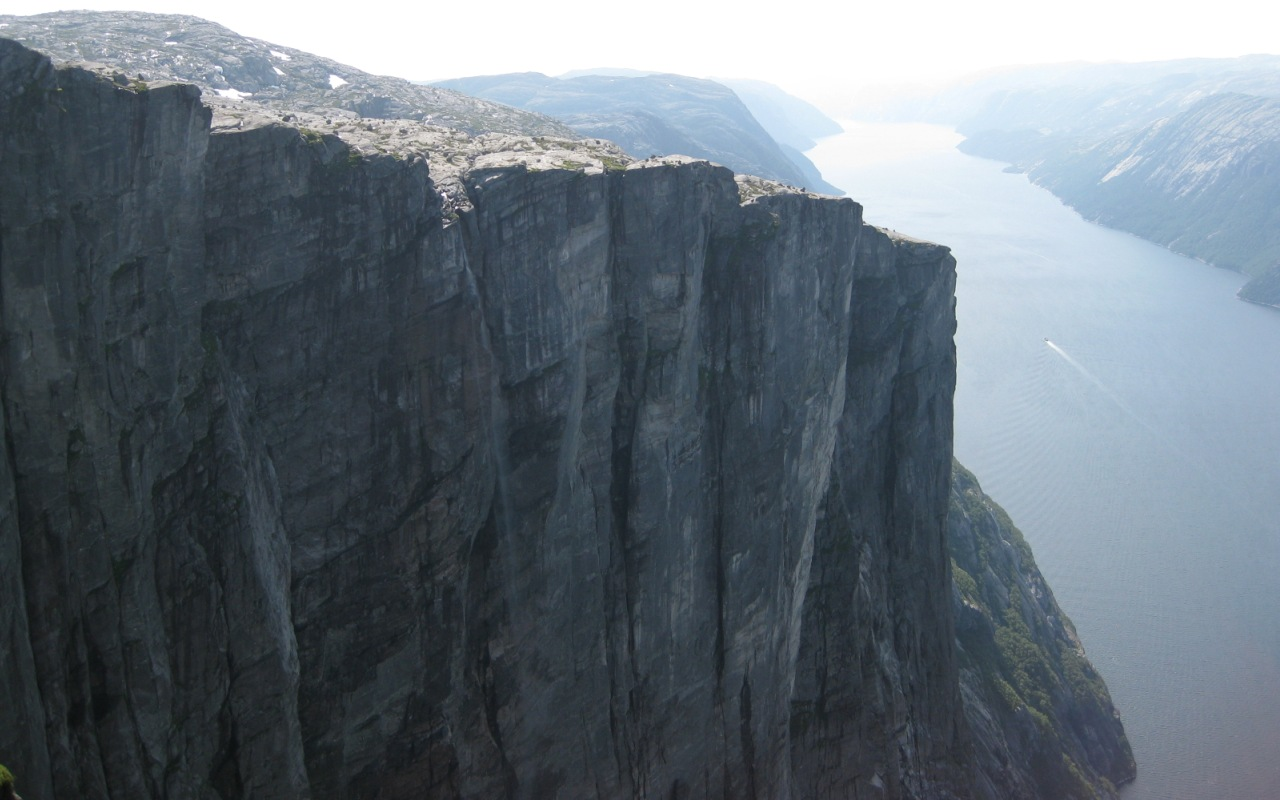
Vista delle falesie Kjerag dominanti il Lysefjord

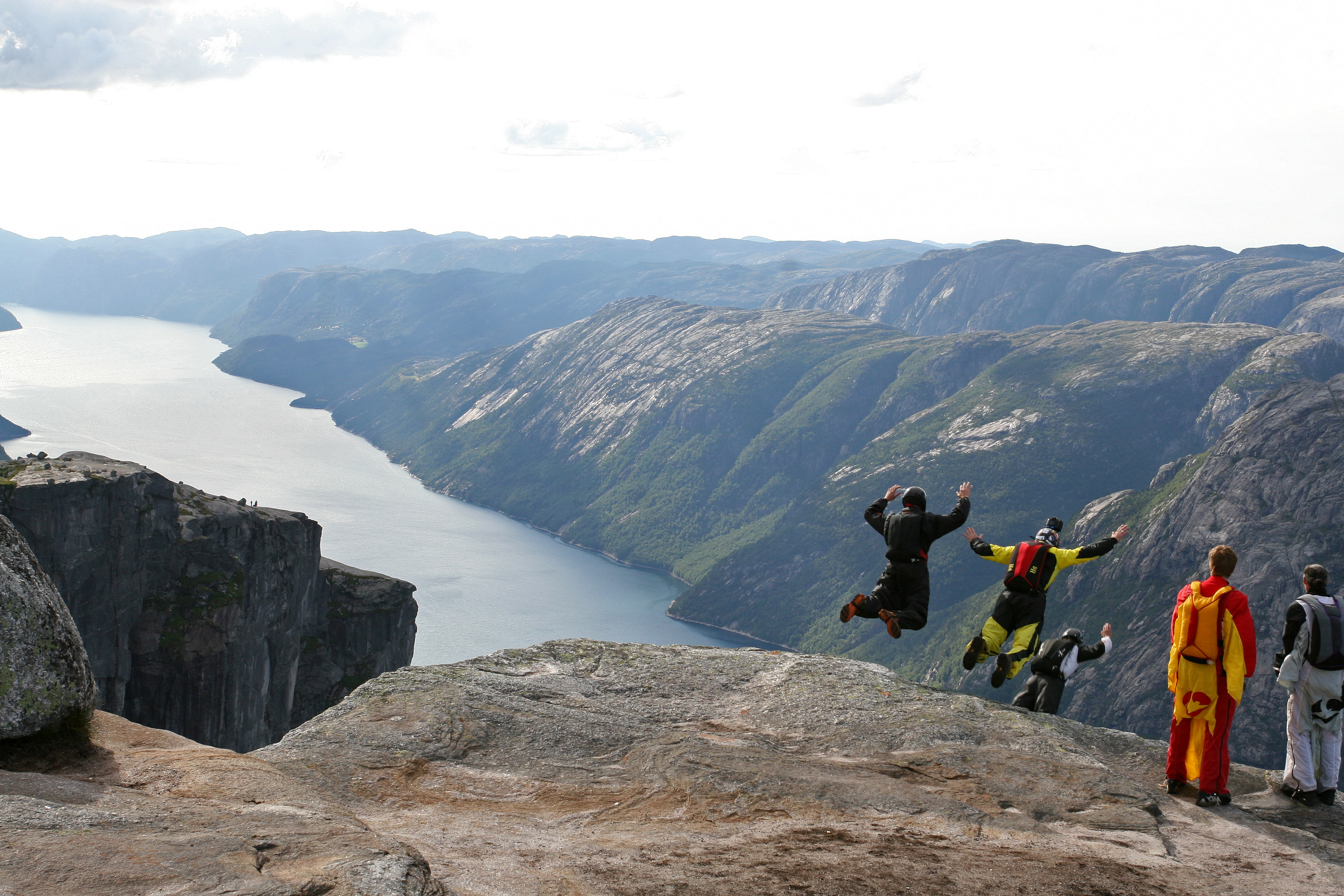
Base jump Kjerag